# Aleksej Liventsov
Aleksej Vjatsjeslavovitsj Liventsov (Russisch: Алексей Вячеславович Ливенцов, Rjazan, 2 november 1981) is een Russisch voormalig professioneel tafeltennisser. Hij speelt rechtshandig met de shakehandgreep.

## Belangrijkste resultaten
- Brons in het mannen dubbelspel op de Europese kampioenschappen 2011 met Michail Pajkov.
- Brons in het mannen dubbelspel op de Europese kampioenschappen 2012 met Michail Pajkov.
- Brons met het team op de Europese kampioenschappen 2013.